# 80's IDOL SONGS COLLECTION
『80's IDOL SONGS COLLECTION』は、2005年9月7日に発売された堀ちえみの通算13枚目のアルバムのタイトルである。発売元はポニーキャニオン。このアルバム発売をもって本格的に歌手活動を再開した。

## 解説
- 1970年代から1980年代アイドルのヒット曲のカバーアルバムである。
- サウンドプロデューサーは船山基紀、アレンジは馬飼野康二が担当した。ボーカルのディレクションは山崎一稔が担当している。
- ボーナストラックとして、堀ちえみのシングルメドレーも新録している。メドレーは後藤次利がアレンジを担当、ボーカルとコーラスの指導も行っている。この「ちえみシングルス・メドレー」は後にベストアルバム『Singlesコンプリート』（2007年8月17日） にも収録された。このメドレーが完成した頃に、堀の昔の担当マネージャーが亡くなっており、堀はそのマネージャーに聴いてもらいたかったと、自筆エッセイ『きょうの空模様』にて語っている。
- 期間限定生産盤にはジャケット撮影やレコーディング時の映像を収録したメイキングDVD＋写真集が付いている。
- このアルバムを引っさげて、18年ぶりのソロコンサート『青春の忘れ物』が行われた（大阪・2005年9月17日、東京・2005年9月24日）。

## 収録曲
1. 魔女
  - 作詞:松本隆／作曲:筒美京平／編曲:船山基紀
  - 小泉今日子のカバー
2. 渚のライオン
  - 作詞:三浦徳子／作曲:筒美京平／編曲:馬飼野康二
  - 早見優のカバー
3. セシル
  - 作詞:麻生圭子／作曲: NOBODY／編曲:馬飼野康二
  - 浅香唯のカバー
4. 話しかけたかった
  - 作詞:戸沢暢美／作曲:岸正之／編曲:船山基紀
  - 南野陽子のカバー
5. 抱きしめたい
  - 作詞:康珍化／作曲: 亀井登志夫／編曲:馬飼野康二
  - 松本伊代のカバー
6. 恋のハッピー・デート (Gotta Pull Myself Together)
  - 作詞・作曲：B.Findon - M.Myers - B.Puzey／訳詞：森雪之丞／編曲:船山基紀
  - 石野真子のカバー
7. 青空のかけら
  - 作詞:松本隆／作曲:亀井登志夫／編曲:船山基紀
  - 斉藤由貴のカバー
8. 夏色片想い
  - 作詞:有川正沙子／作曲: 林哲司／編曲:馬飼野康二
  - 菊池桃子のカバー
9. ダンデライオン〜遅咲きのたんぽぽ
  - 作詞:松任谷由実／作曲:松任谷由実／編曲:船山基紀
  - 原田知世のカバー
10. 夏のヒロイン
  - 作詞:竜真知子／作曲: 馬飼野康二／編曲:馬飼野康二
  - 河合奈保子のカバー
11. ちえみシングルス・メドレー [Bonus Track] 
（潮風の少女〜夏色のダイアリー〜稲妻パラダイス〜クレイジーラブ〜夢千秒〜愛を今信じていたい）
  - 編曲:後藤次利